# ゲンセキ (グラビア)
ゲンセキは、週刊ヤングジャンプ主催のグラビアアイドル、女性ファッションモデル、女優などから将来のグラビア界を担う人材を発掘するために行われていたグランプリ。
2015年はゲンセキ10と表記された。
2017年は「ゲンセキ2017spring」として開催。
2019年1月10日、週刊ヤングジャンプ創刊40周年を記念し、各賞受賞者や2018年の表紙アイドルから選抜した「SS ELEVEN」を結成。ゲンセキからは2016年グランプリのほのかが選抜された。

## 歴代グランプリ
- 2015年：松本愛[4][5]
- 2016年：ほのか[6]
- 2017年：三城千咲[7][8]

## 歴代エントリー者
| 年     | 名前       | 生年月日       | 身長  | スリーサイズ | 本職                   | プロフィール | 詳細       |
| ------ | ---------- | -------------- | ----- | ------------ | ---------------------- | ------------ | ---------- |
| 2015年 | 佐藤美希   | 1993年6月26日  | 166cm | B80/W56/H88  | 女性ファッションモデル | 外部リンク   | 外部リンク |
| 2015年 | 松本愛     | 1994年4月5日   | 164cm | B80/W56/H85  | 女性ファッションモデル | 外部リンク   | 外部リンク |
| 2015年 | 寺田御子   | 1992年6月11日  | 160cm | B88/W52/H84  | 女優                   | 外部リンク   | 外部リンク |
| 2015年 | 大貫彩香   | 1992年10月1日  | 157cm | B85/W58/H85  | グラビアアイドル       | 外部リンク   | 外部リンク |
| 2015年 | 朝比奈彩   | 1993年10月6日  | 170cm | B80/W58/H83  | 女性ファッションモデル | 外部リンク   | 外部リンク |
| 2015年 | 大澤玲美   | 1993年5月8日   | 158cm | B86/W59/H87  | 女性ファッションモデル | 外部リンク   | 外部リンク |
| 2015年 | 谷口愛理   | 1999年3月14日  | 152cm | B76/W58/H80  | アイドル               | 外部リンク   | 外部リンク |
| 2015年 | 柳いろは   | 1990年12月4日  | 165cm | B86/W59/H85  | グラビアアイドル       | 外部リンク   | 外部リンク |
| 2015年 | 小林麗菜   | 1995年3月2日   | 162cm | B82/W57/H86  | 女優                   | 外部リンク   | 外部リンク |
| 2015年 | 片山萌美   | 1990年10月1日  | 170cm | B92/W58/H87  | 女優                   | 外部リンク   | 外部リンク |
| 2016年 | 加藤ナナ   | 1998年4月15日  | 160cm | 2016年はなし | 女性ファッションモデル | 2016年はなし | 外部リンク |
| 2016年 | ほのか     | 1996年3月23日  | 160cm | 2016年はなし | 女性ファッションモデル | 2016年はなし | 外部リンク |
| 2016年 | 早乙女ゆう | 1999年2月27日  | 153cm | 2016年はなし | 女優                   | 2016年はなし | 外部リンク |
| 2016年 | 加藤里保菜 | 1995年10月2日  | 153cm | 2016年はなし | アイドル               | 2016年はなし | 外部リンク |
| 2016年 | 黒田真友香 | 1996年10月7日  | 165cm | 2016年はなし | 女性ファッションモデル | 2016年はなし | 外部リンク |
| 2017年 | 岡田恋奈   | 1998年12月11日 | 169cm | 2017年はなし |                        | 2017年はなし |            |
| 2017年 | MIYU       | 1998年8月27日  | 157cm | 2017年はなし | CHERRSEEメンバー       | 2017年はなし |            |
| 2017年 | 鈴木えりか | 1998年7月13日  | 167cm | 2017年はなし | PPP! PiXionメンバー    | 2017年はなし |            |
| 2017年 | 三城千咲   | 1989年11月26日 | 176cm | 2017年はなし |                        | 2017年はなし |            |
| 2017年 | 松川菜々花 | 1998年1月29日  | 165cm | 2017年はなし |                        | 2017年はなし |            |